# Митрохина, Зинаида Ивановна
Зинаида Ивановна Митрохина (укр. Зінаїда Іванівна Мітрохіна либо укр. Митрохіна; 14 октября 1926 — 2002) — советский и украинский учёный-правововед, кандидат юридических наук (1970), доцент, специалист в области криминалистики и работница прокуратуры. С начала 1960-х годов работала на кафедре криминалистики Национальной юридической академии Украины имени Ярослава Мудрого. Ученица профессора А. Н. Колесниченко.

## Биография
Зинаида Митрохина родилась 14 октября 1926 года в селе Мелечево Калужской губернии (ныне Бабынинский район Калужской области). В 1944 году поступила в Харьковский юридический институт, который окончила спустя четыре года. В августе 1948 года начала работать следователем в Дубовязовской районной прокуратуре Сумской области, спустя семь месяцев была переведена на аналогичную должность в Ахтырскую районную прокуратуру той же области, а в июле 1951 — феврале 1952 года была следователем в Ольховатской районной прокуратуре Харьковской области.
В феврале 1952 года Митрохина начала работать следователем в Харькове — сначала в Ленинском, а с декабря 1954 года в Киевском районе. В июле 1961 года перешла в Харьковскую городскую прокуратуру, где стала старшим следователем. Однако уже в ноябре следующего года Митрохина ушла из прокуратуры и занялась научно-педагогической деятельностью в родном вузе, где стала ассистентом на кафедре криминалистики. Она преподавала две учебные дисциплины — криминалистику и судебную психологию.
2 июля 1970 года Митрохина под научным руководством профессора А. Н. Колесниченко и с официальными оппонентами профессором И. Г. Маландиным и доцентом В. Д. Финько защитила диссертацию на соискание учёной степени кандидата юридических наук на тему «Методика расследования преступных нарушений правил безопасности движения и эксплуатации городского электрического транспорта». Спустя полтора года была повышена в должности до старшего преподавателя, а спустя ещё два года, в марте 1973 года, стала доцентом кафедры. Имела учёное звание доцента.
З. И. Митрохина занималась изучением судебной психологии, криминалистической тактикой, а также особенностями расследования отдельных видов преступлений. К 1974 году она написала и опубликовала полтора десятка научных трудов. Однако основные свои научные труды Митрохина написала в 1980-х — начале 2000-х годов. К числу её основных научных работ относятся: «Использование данных психологии при производстве допроса и судебно-психологической экспертизы» (текст лекции, 1982), «Первоначальные следственные действия по делам о хищениях грузов из подвижных составов железнодорожного транспорта» (учебное пособие, 1986), «Советская криминалистика. Методика расследования отдельных видов преступлений» (соавтор учебника, 1988), «Использование данных психологии при производстве допроса» (учебное пособие, 1990), «Судово-психологічна експертиза» (рус. «Судебно-психологическая экспертиза»; конспект лекции, 1995), «Криміналістика» (рус. «Криминалистика»; соавтор учебника, 2001), «Криминалистика: криминалистическая тактика и методика расследования преступлений» (соавтор монографии, 2001) и «Настільна книга слідчого» (рус. «Настольная книга следователя»; соавтор научного издания, 2003).
Вплоть до последних лет Митрохина продолжала работать на кафедре криминалистики Национальной юридической академии Украины имени Ярослава Мудрого (до 1991 года — Харьковский юридический институт). Она скончалась в 2002 году. Коллеги по вузу характеризовали её как «высококвалифицированного специалиста».